# 諾韋爾蒂 (密蘇里州)
諾韋爾蒂（英語：Novelty）是位於美國密蘇里州諾克斯縣的村。

## 人口
根據2020年美國人口普查的數據，諾韋爾蒂的面積為0.73平方千米，皆為陸地。當地共有人口102人，而人口密度為每平方千米140人。